# Anna Signeul
Anna Signeul (* 20. Mai 1961 in Falun) ist eine ehemalige schwedische Fußballspielerin und derzeitige Trainerin. Signeul war von 2017 bis 2022 Trainerin der finnischen Fußballnationalmannschaft der Frauen.

## Karriere

### Spielerin
Signeul begann ihre Karriere mit 11 Jahren bei Falu BS in ihrer Geburtsstadt. Mit 18 wechselte sie zu Sundborn GoIF und spielte dort zwei Jahre. Es folgten Engagements bei IK Brage und Strömsbro IF. Insgesamt kam sie zu 240 Spielen in der Damallsvenskan.

### Trainerin
Bereits während ihrer Zeit als Spielerin trainierte sie die Mannschaften, für die sie spielte. Nach dem Ende ihrer aktiven Zeit trainierte sie zunächst weiterhin Strömsbro IF und anschließend Tyresö FF, war aber schon gleichzeitig für die schwedischen U-16- und U-18-Mannschaften verantwortlich. Mit der U-18-Mannschaft erreichte sie bei der ersten U-18-Fußball-Europameisterschaft der Frauen 1998 das Halbfinale. Hier trafen sie in Hin- und Rückspiel auf Frankreich und da beide ihre Heimspiele mit 2:0 gewannen, musste das Elfmeterschießen entscheiden, bei dem die Französinnen besser trafen. Besser machten es die Schwedinnen ein Jahr später und nutzten den Heimvorteil bei der U-18-Fußball-Europameisterschaft der Frauen 1999. Vor der punktgleichen deutschen Mannschaft wurden sie aufgrund des direkten Vergleichs Europameister. In den folgenden Jahren konnte nur noch einmal, im Jahr 2000, der dritte Platz erreicht werden.
Im Frühjahr 2005 wurde Signeul als Nachfolgerin von Vera Pauw Trainerin der schottischen Fußballnationalmannschaft der Frauen. Das erste Spiel unter ihrer Leitung war ein Spiel hinter verschlossenen Türen gegen England, das die Schottinnen mit 2:1 gewannen. Zwei Tage später verloren sie dann mit ebendiesem Ergebnis gegen die Engländerinnen. Seitdem betreute Signeul die Schottinnen in über 140 Spielen. Im Februar 2015 verlängerte sie ihren Vertrag um zwei Jahre.
Signeul konnte die in der FIFA-Weltrangliste bei Aufnahme ihrer Tätigkeit auf Platz 29 stehenden Schottinnen bis auf Platz 20 im Juni 2013 führen. Bisher konnten sich die Schottinnen unter ihrer Leitung aber noch für kein großes Turnier qualifizieren. In der Qualifikation für die EM 2009 scheiterten sie in den Playoffs an Russland, in der Qualifikation für die EM 2013 in den Playoffs durch ein Last-Minute-Tor an Spanien und in der Qualifikation für die WM 2015 in der ersten Runde der Entscheidungsspiele an den Niederlanden. Besser lief es in der Qualifikation für die EM 2017: Mit sieben Siegen und nur einer Heimniederlage gegen Gruppensieger Island qualifizierten sich die Schottinnen als beste Gruppenzweite erstmals für eine Endrunde bei einem großen Fußballturnier und stellten mit Jane Ross, die allein zehn und damit ein Drittel der schottischen Tore erzielte, eine der drei besten Torschützinnen.
Nach dem Ende der Europameisterschaft 2017 wechselte Signeul auf den Trainerposten der finnischen Nationalmannschaft. In der Qualifikation für die WM 2019 belegten die Finninnen nur den dritten Platz, wogegen sich die zuvor von ihr trainierten Schottinnen erstmals qualifizieren konnten. In der Qualifikation für die EM 2022 traf Finnland auch auf Schottland, konnte beide Spiele mit 1:0 gewinnen und sich als Gruppensieger für die Endrunde qualifizieren. Bei der Endrunde wurden die drei Gruppenspiele gegen Spanien, Dänemark und Deutschland verloren. Der finnische Verband und sie einigten sich danach darauf ihren Vertrag zu kündigen.

## Erfolge als Trainerin
- Sieg bei der U-18-Europameisterschaft
- Qualifikation für die Fußball-Europameisterschaft der Frauen 2017 (mit Schottland)
- Qualifikation für die Fußball-Europameisterschaft der Frauen 2022 (mit Finnland)

## Auszeichnungen
- 2011, 2013 und 2015: Nominierung für die Wahl zur Trainerin des Jahres[10][11][12]